# Snowboardcross

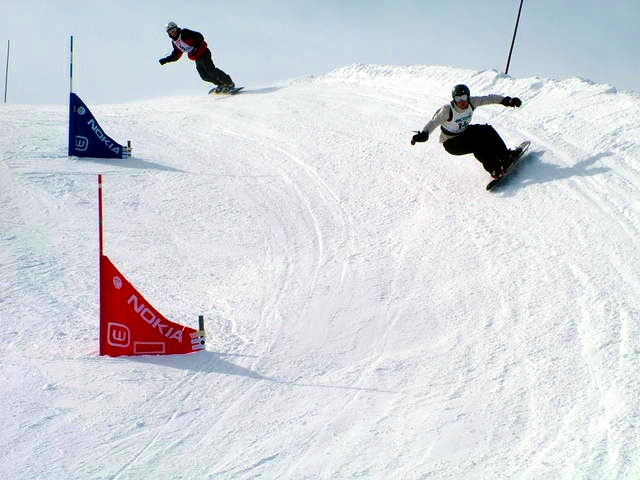
Snowboardcross

Snowboardcross, boardercross, BX, är en typ av snowboardtävling.
En grupp av tävlande, vanligen fyra stycken, startar genom startportar och försöker nå slutet av banan först. Banan är vanligen svåråkt med starkt doserade kurvor med gaphopp och hoppställen samt branta och flacka avsnitt. De två snabbast går vidare i tävlingen.
Kollisioner mellan åkarna är vanliga och hjälmar och annan skyddsutrustning används.
Tävlingsgrenen har inspirerats av motocross.